# Premi de la Innovació César & Tècniques
El Premi de la Innovació César & Tècniques, nom original en francès Prix de l'innovation César & Techniques, és un premi que atorga l'Acadèmia de les Arts i Tècniques del Cinema de França de França. El premi va ser entregat per primera vegada l'any 2018. Des del 2015, i fins al 2017, es va atorgar amb el nom de Premi Especial César & Tècniques.
Aquest premi honora el sector tècnic del cinema. Les persones físiques ja son premiades a les diferents categories dels César (vestuari, muntatge, fotografia, etc...), però aquest premi en fa ressò dels proveïdors de serveis tècnics.
Segons el seu reglament aquest premi «pretén premiar una empresa cada any per un producte nou o
servei, inclòs el digital, que ha estat objecte de màrqueting i/o posat en funcionament, i que participa en el
desenvolupament de la creació i la qualitat de la distribució de les obres cinematogràfiques, tot marcant una evolució
fort dins del sector. Aquest Premi també premiarà les empreses que hagin demostrat innovació en temes d'ecoresponsabilitat».
Per ser escullida per aquest premi una empresa ha de estar domiciliada a França, i haver participat en alguna pel·lícula elegible pels Premis César
Aquest premi, encara que atorgat per l'Acadèmie i englobat dins dels César, no es lliura a la mateixa cerimònia, sino a un sopar anomenat Soirée César & Techniques.

## Palmarès
- Font: Pàgina oficial del premi.

### Dècada del 2010
Del 2015 al 2017 : Premi Especial César & Tècniques.
| Any              | Empresa                                     | Especialitat |
| ---------------- | ------------------------------------------- | ------------ |
| 2015             |                                             |              |
| Ymagis           | Provisió de serveis i tecnologies digitals. |              |
| 2016             |                                             |              |
| Titra Film       | Doblatge, subtitulació i postproducció.     |              |
| 2017             |                                             |              |
| Dubbing Brothers | Doblatge.                                   |              |
| 2018             |                                             |              |
| SetKeeper        | Logística de preproducció.                  |              |
| 2019             |                                             |              |
| Titra Film       | Doblatge, subtitulació i postproducció.     |              |

### Dècada del 2020
| Any                    | Empresa                                            | Especialitat |
| ---------------------- | -------------------------------------------------- | ------------ |
| 2020                   |                                                    |              |
| Golaem                 | Animació en 3D.                                    |              |
| 2021                   |                                                    |              |
| Mac Guff               | Animació 3D i efectes visuals digitals.            |              |
| 2022                   |                                                    |              |
| Deluxe ETS France      | Distribució cinematogràfica i en Streaming.        |              |
| 2023                   |                                                    |              |
| Noir Lumière           | Conservació i explotació d'arxius cinematogràfics. |              |
| 2024                   |                                                    |              |
| Poly Son               | Postproducció d'àudio.                             |              |
| 2025                   |                                                    |              |
| Moving Picture Company | Efectes visuals.                                   |              |